# Доклады МИД России о правах человека
Доклады МИД России о правах человека — публикации российского внешнеполитического ведомства о правах человека в США, Канаде и ряде стран Европы. Первый доклад, «О ситуации с правами человека в ряде государств мира», вышел в декабре 2011 года, в 90-страничном документе российские дипломаты отмечают многочисленные нарушения права человека в США и европейских странах, а также нарушения прав человека в ходе военной агрессии НАТО против Ливии. В докладе широко используются материалы международных организаций «Хьюман Райтс Вотч», «Международная амнистия», «Репортёры без границ». Представляя доклад, уполномоченный министерства по правам человека Константин Долгов отметил, что некоторым странам учить других «легче, чем заниматься предметным решением проблем с правами человека у себя дома».
В начале 2012 года МИД РФ выразил намерение представлять доклады о нарушениях прав человека в зарубежных странах ежегодно, и в 2012 году представил два отдельных доклада — о правах человека в США и в Евросоюзе.

## Содержание доклада 2011 года

### США
Доклад отмечает различные проблемы в США, к которым относятся «расовая дискриминация, ксенофобия, переполненность тюрем, необоснованное применение смертной казни, в том числе к невинным, несовершеннолетним и душевнобольным, несовершенство избирательной системы, коррупция». В докладе, в частности, говорится о том, что всё ещё работает тюрьма Гуантанамо, несмотря на обещания президента Барака Обамы закрыть её.
По мнению авторов доклада, американская администрация продолжает «применение большинства методов контроля над обществом и вмешательства в частную жизнь американцев» под предлогом «войны с террором». При этом власти США укрывают от ответственности сотрудников ЦРУ и чиновников, виновных в массовых и грубых нарушениях прав человека.
В докладе также говорится, что «не прекращаются нарушения международного гуманитарного права в зонах вооруженных конфликтов и в ходе антитеррористических операций, неизбирательное и непропорциональное применение силы».
Доклад упоминает войну в Ираке, секретные тюрьмы ЦРУ, преследование сотрудников Wikileaks, «массовые расстрелы невинных граждан психически нездоровыми лицами», насилие в отношении приёмных детей из России.

### Европейский союз
Самыми проблемными вопросами с точки зрения прав человека в Евросоюзе МИД считает положение «неграждан» в Прибалтике, положение цыган, мигрантов и беженцев, проявления расизма и ксенофобии.
Отдельные подразделы доклада посвящены: Болгарии, Великобритании, Венгрии, Польше, Румынии, Финляндии, Франции, ФРГ, Швеции, Латвии, Литве, Эстонии.

#### Прибалтика
Как говорится в докладе, в странах Прибалтики «дискриминационный курс в отношении проживающего там русскоязычного меньшинства практически не изменяется». Авторы доклада выражают обеспокоенность ростом проявлений неонацизма в Прибалтике.

### Грузия
Власти Грузии обвиняются в принудительных переселениях, разгонах демонстраций, подавлении национальных меньшинств (азербайджанцев и армян), необоснованных обвинениях в шпионаже против российских граждан.

### Канада
В докладе отмечаются: обращение с коренными жителями страны, названное в докладе «Международной амнистии» национальным позором; участившиеся случаи полицейского насилия; дискриминация женщин; вызывающее обеспокоенность положение с соблюдением прав беженцев и иммигрантов.

### Конфликт в Ливии
В докладе говорится, что в ходе ливийского конфликта силы НАТО наносили ракетно-бомбовые удары по территории Ливии, в результате которых погибли мирные жители и были разрушены объекты гражданской инфраструктуры. Кроме того, по мнению авторов, блокада западных районов Ливии также повлекла косвенные жертвы среди населения. При этом, отмечается в докладе, натовская пропаганда стремится отрицать убийства и переложить ответственность на силы Каддафи. В докладе приводятся некоторые случаи убийства мирных жителей авиацией НАТО:

По разным данным, интенсивные бомбардировки в первые дни кампании (еще до перехода командования к НАТО) привели к гибели гражданского населения: было убито от 64 до 90 мирных жителей, в том числе до 40 чел. — в Триполи, и 150 чел. ранено; 13 мая с. г. в г. Брега убито 13 и ранено 50 имамов, принимавших участие в коллективной молитве; в ходе бомбардировки Триполи 19 июня убито 9 чел.; за один только день 20 июня с. г. от ударов НАТО погибло 15 чел., включая 3 детей; 28 июня с. г. убито 8 мирных жителей г. Таурага; 25 июля с.г. при бомбардировке клиники в г. Злитен уничтожено не менее 11 чел., в том числе работавших в ней врачей.
Наиболее вопиющий случай зафиксирован 9 августа с. г., когда в результате ракетно-бомбового удара по деревне Маджар погибло 85 чел., в том числе 33 ребенка и 32 женщины.

По словам авторов доклада, в освещении конфликта «западные СМИ также не желают демонстрировать независимость, в основном транслируя натовскую точку зрения».

## Реакция на доклад 2011 года
Пресс-секретарь Государственного департамента США заявил, что США не считают вмешательством во внутренние дела критику со стороны иностранных государств по вопросам прав человека, не комментируя конкретных утверждений доклада. Спикер грузинского парламента Бакрадзе назвал доклад «комичной попыткой МИД России критикой отомстить американцам и грузинам». Freedom House, на материалы которого доклад ссылается, отметил, что российское правительство неоднократно отвергало критику со стороны организаций, на сообщения которых опирается доклад МИД.
Британская газета «Daily Mail» писала: «Какая наглость! Россия критикует Америку за нарушения прав человека». Глава Московской Хельсинкской группы Людмила Алексеева в интервью «Би-би-си» назвала доклад «карикатурным», поскольку, по её мнению, если сравнивать по российским претензиям США и Россию, то итог будет не пользу России. Обозреватель Lenta.ru считает, что в докладе нет чёткой структуры, а язык далёк от официальных стандартов. Также, по его словам, «идеальных стран не бывает», «но лучше всего права человека соблюдаются там, где этим обеспокоены все члены общества, а не только специально приставленные „лекторы“ из российского МИДа»..
Депутат Госдумы Ирина Яровая полагает, что в докладе «честно, объективно и открыто указаны существующие за рубежом проблемы и угрозы», а Россия «еще раз подтвердила, что приоритетом государственной политики являются обеспечение национальной безопасности, защита прав человека, справедливость, объективность, доброжелательность и открытость».

## Доклады 2012 года
В октябре 2012 года МИД РФ представил доклад о ситуации с обеспечением прав человека в США, в декабре — о ситуации с обеспечением прав человека в Европейском Союзе (с разделами по всем 27 странам ЕС).

## Доклад 2013 года
В январе 2014 года МИД РФ опубликовал доклад по правам человека в ЕС за 2013 год. Как отмечает Би-Би-Си, «фактографическая часть доклада почти целиком основывается на документах западных и международных правозащитных организаций, а также на информации о процессах, проходящих (или прошедших) в судах стран-членов ЕС». МИД Латвии прокомментировал публикацию так: «это очередной доклад, содержание которого далеко от объективной реальности. Мы делаем вывод, что качество его содержания заставляет сомневаться как в компетенции подготовивших его в области прав человека, так и в глубине экспертизы в отношении отдельных стран» Представитель офиса Верховного представителя ЕС по иностранным делам заявил, что внешнеполитическое ведомство ЕС «принимает во внимание отчет [МИД России] и его источники информации».
По США собственного доклада за 2013 год МИД не выпустил, но выразил положительную оценку докладу Института демократии и сотрудничества и разместил этот доклад на портале министерства.

## Доклад 2020 года
В феврале 2020 года МИД РФ опубликовал доклад «О ситуации с правами человека в отдельных странах».

## Доклады 2021 года
В марте 2021 года МИД РФ опубликовал доклад «О нарушениях прав российских граждан и соотечественников в зарубежных странах», в июле — «О ситуации с правами человека в отдельных странах».